# Cotoneaster sandakphuensis
Cotoneaster sandakphuensis är en rosväxtart som beskrevs av Klotz. Cotoneaster sandakphuensis ingår i släktet oxbär, och familjen rosväxter. Inga underarter finns listade i Catalogue of Life.